# Uladsimir Dubouka

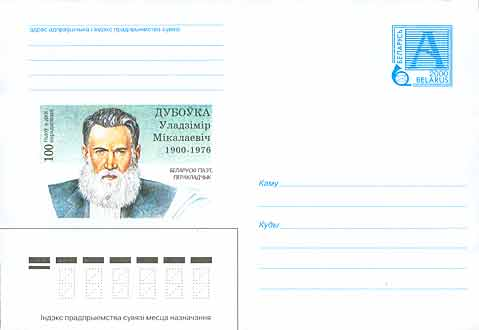
Künstlerisches frankiertes Kuvert mit Standardmarke, erschienen im Jahr 2000 in der belarussischen Post «Белпочта» zum hundertjährigen Jubiläum von Uladsimir Mikalajewitsch Dubouka (1900–1976)

Uladsimir Mikalajewitsch Dubouka (belarussisch Уладзімір Мікалаевіч Дубоўка; * 2. Julijul. / 15. Juli 1900greg. auf dem Dorf Ogorodniki, Wileiski ujesd, Gouvernement Wilna, Russisches Kaiserreich; 20. März 1976 in Moskau, Sowjetunion) war ein belarussischer Dichter – tätig in Prosa-, Kinder- und Märchenliteratur; Übersetzer und Literaturkritiker.

## Lebenslauf
Uladzimir Duboŭka wuchs in einer einfachen Arbeiterfamilie auf, sein Großvater war Bauer und sein Vater Fabrikarbeiter. Seiner Mutter verdankte er durch Erzählung und Märchen den Kontakt mit der belarussischen Kultur, Sprache und Tradition. Als Heranwachsender musste er oftmals im landwirtschaftlichen Betrieb seiner Eltern arbeiten. Mit 5 Jahren wurde U. Duboŭka eingeschult und besuchte die Mankowitschskoj-Grundschule von 1905 bis 1912. Im Jahr 1912 war er für 2 Jahre auf der Mjadel´skoe-Berufsschule, um im Anschluss die Novo-Vilejskije Lehrseminare in Nevel´ zu besuchen. In dieser Zeit gewinnt er ersten Kontakt zu ausländischer Literatur, sowie zu belarussischen und russischen Klassikern. 1915 zogen seine Eltern nach Moskau um, denen er 1918 mit erfolgreichem Abschluss der Lehrseminare folgte. Dort wollte er an der Moskauer Universität die historisch-philologische Fakultät besuchen, dies scheiterte allerdings 2 Monate nach Semesterbeginn, da seine Eltern ihn um Unterstützung baten. 1920 bis 1921 diente er dann in der Roten Armee und arbeitete im NarKomPros (Volkskommissariat für Bildungswesen) РСФСР, nebenbei besuchte er das Literatur- und Kunstinstitut von V. Brjusova. Dort konnte er Seminare von zeitgenössischen Künstlern wie z. B. A.W. Lunatscharski besuchen, sowie viele Kontakte zu russischen, belarussischen und ukrainischen Schriftstellern entwickeln. Zu dieser Zeit vertrat und schrieb er für die belarussisch-studentische Zeitung „Maladnjak“, später wurde er Teil der Literaturvereinigung „Uzvyschscha“ und veröffentlichte 1927 mehrere wissenschaftliche Artikel.
Beispiele:
- „Über unsere Literatursprache“
- „Reime im weißrussischen Volkstum“

etc.
Im Jahr 1927 heiratete er Maria Petrovna Klaus, mit der er später einen Sohn namens Ol´gerd Dubouka bekam. In den folgenden Jahren wurde er vom Sowjetregime als „nonkonformer“ Künstler-Schriftsteller unter verschiedensten Begründungen mehrfach inhaftiert. Im Jahr 1958 kehrte er nach Belarus zurück und setzte dort seine Arbeit als Schriftsteller für die sowjetische Vereinigung БССР fort. Am 20. März 1976 verstarb Uladzimir Duboῠka in Moskau.

## Literarisches Schaffen
Das literarische Schaffen U. Duboῠkas beginnt 1921 mit dem Gedicht „Sowjetisches Weißrussland“, worauf in den Jahren bis zu seinem Tod noch viele weitere Werke unterschiedlichster Art folgen. Er wird als Vertreter des sozialistischen Realismus bezeichnet.
Seine Werke der 1920er Jahre spiegeln die Begeisterung für das neue Regime wider und sind von Klassikern wie Puschkin inspiriert, oft zeigen sich dabei historisch- nationale Aspekte auf, in denen Revolution und Ideologie thematisiert werden. Zudem verfügte er über Sprachkenntnisse in den Sprachen Deutsch, Polnisch, Belarussisch, Russisch, Ukrainisch und Litauisch, die er aktiv in seiner Tätigkeit als Übersetzer nutzte.
Seine gesamte Schaffenszeit teilt man in drei Kunstphasen ein:
- für die studentische Zeitung „Maladnjak“ schrieb Dubouka mit nationalem Verständnis und nationalen Bezügen zum Belarussischen unter der vielseitigen Verwendung von heimatlichen Naturmetaphern;
- in der Literaturvereinigung „Uzvyschscha“ zeigte er neue Facetten auf, weniger national und politisch, mehr stilistisch in Bezug auf die Klassiker seiner Zeit, er beschäftigte sich mit der Entwicklung und Analyse des Menschen;
- ab 1958, mit der Rückkehr in die Heimat Belarus veränderte sich sein Heldentypus, er beschrieb nun den hart arbeitenden Held aus der umgebenden Gesellschaft, der Stil wurde im Allgemeinen einfacher und genauer – es kamen weniger Symbole und Metaphern zum Einsatz, Vaterlandsliebe und idealisierter Patriotismus wurden wieder deutlicher, ab diesem Zeitpunkt schrieb Uladzimir Duboŭka nahezu ausschließlich in belarussischer Sprache.

## Bibliografie
Gedichtbände
- «Строма» (Vilnius, 1923)
- «Там, дзе кіпарысы» (1925)
- «Трысцё» (1925)
- «Credo» (1926)
- «Наля» (Moskau, 1927)
- «Палеская рапсодыя» (1961)
- «Вершы» – „Gedichte“ (1970)

Poeme
- «Кругі» – „Kreise“ (1927)
- «І пурпуровых ветразей узвівы» (1929)
- «Штурмуйце будучыні аванпосты!» (1929)

Märchen
- «Цудоўная знаходка» – „Unglaublicher Fund“ (1960)
- «Кветкі – сонцавы дзеткі» – „Blumen — sonnige Kinder“ (1963)
- «Казкі» – „Märchen“ (1968)
- «Золотыя зярняты» – „Goldene Samen“(1975)
- «Як сінячок да сонца лётаў» (1961)
- «Дзівосныя прыгоды» – „Erstaunliche Abenteuer“ (1963)
- «Милавіца» – „Milaviza“ (1964)

Anthologie
- «Избранные произведения» в 2-х томах – „Ausgewählte Werke in 2 Bändern“ (1959, 1965)

Erzählungen für Kinder
- «Жоўтая акацыя» – „Gelbe Akazie“ (1967)
- «Ганна Алелька» – (1969)
- «Як Алік у тайзе заблудзіўся» – „Wie Alik sich in der Taiga verlief“ (1974)

Erzählungen und Erinnerungen
- «Пялёсткі» – „Blätter“ (1973)

Übersetzungen
- Уільям Шэкспір – „William Shakespeare“ («Sonette», 1964)
- Джордж Гордан Байран – „Byron“ (Gedicht – «Шыльёнскі вязень», «Бронзавы век», «Каін» aus dem Sammelband «Выбранае», 1963)
- Gedichte von: Waleri Brjussow, Aljeksandr Prokofjew, Pawlo Tytschyna, Julius Janonis, Jeghische Tscharenz, Władysław Broniewski, Juliusz Słowacki, Władysław Syrokomla, Du Fu und andere.